# Ensemble contre la peine de mort
Ensemble contre la peine de mort (ECPM) est une association française de lutte pour l’abolition universelle de la peine de mort, co-fondée en 2000 par Olivier Déchaud, Michel Taube, Stéphanie Marqui et Jean-François Daniel.

## Caractéristiques
ONG de plaidoyer international et d’éducation et sensibilisation à l’abolition de la peine de mort, ECPM a le statut consultatif auprès du Conseil économique et social des Nations unies à l’ONU depuis 2016.
En 2002, ECPM fonde la Coalition mondiale contre la peine de mort à la suite du Congrès de Strasbourg de 2001 et en assure le secrétariat exécutif jusqu’à son indépendance en 2012. Elle a aussi créé et organise tous les trois ans le Congrès mondial contre la peine de mort qui rassemble des milliers d’abolitionnistes à travers le monde. ECPM lance également l’idée de la Journée mondiale contre la peine de mort (d’abord Journée européenne).
ECPM lance en 2017 la PDH - Plateforme Droits de l’Homme, réunissant l’ensemble des ONG françaises de droits de l’Homme actives sur le plan international.
EPCM est fondée en 2000, à la suite d’abord d’un livre-pamphlet de Michel Taube, Lettre ouverte aux Américains pour l'abolition de la peine de mort aux Éditions L’Écart, puis d’une pétition réunissant plus de 500 000 signatures en partenariat avec Télérama et Marie-Claire,.
Fondée par Olivier Déchaud, Michel Taube, Stéphanie Marqui et Jean-François Daniel, ECPM est présidée par Michel Taube puis, de 2005 à 2019, par Olivier Déchaud. Alain Morvan succède à ce dernier en novembre 2019. Depuis novembre 2020, Aminata Niakaté est présidente d'ECPM.
Robert Badinter est le président d’honneur et la figure tutélaire de l’ONG qu’il accompagne depuis les débuts. Il participe à tous les Congrès mondiaux, sauf celui de Bruxelles en 2019, où il envoie une vidéo lors de la séance d’ouverture au Parlement européen.
Depuis 2009, le directeur général est Raphael Chenuil-Hazan (prédécesseurs : Michel Taube qui est délégué général de 2005 à 2007, puis Cécile Thimoreau de 2008 à 2009).

## Campagnes et partenariats

### Plaidoyers en faveur des traités internationaux
En 2016, ECPM franchit un cap avec l’obtention du statut consultatif auprès du Conseil économique et social des Nations unies (ECOSOC) qui ouvre les portes des institutions onusiennes. En collaboration avec ses partenaires, ECPM entreprend des actions de lobbying parmi les autorités politiques afin de promouvoir les instruments internationaux prohibant la peine de mort et de s’assurer que les pays respectent les engagements qu’ils ont pris. Depuis 2017, ECPM est également observateur à la Commission africaine des droits de l'homme et des peuples (CADHP).

### Étudier les conditions de détention dans les couloirs de la mort
ECPM conduit des missions d’enquête dans les couloirs de la mort des pays rétentionnistes. Ces études ont pour but de révéler les conditions de détention des personnes condamnées à mort, et de dénoncer leur non-adéquation aux standards internationaux. Elles permettent aussi de sensibiliser le public à des cas spécifiques de prisonniers n’ayant pas eu accès à un procès équitable.
ECPM a publié des missions d’enquête relatives au Rwanda, au Burundi, à la république démocratique du Congo (RDC), aux États-Unis, au Cameroun, en Mauritanie, au Liban, en Malaisie, en Indonésie, en Tunisie et au Maroc.
En 2005, ECPM reçoit des mains de Dominique de Villepin le prix des droits de l'Homme pour la mission d’enquête en RDC.
ECPM publie également depuis 2010, en collaboration avec l’ONG Iran Human Rights, un rapport annuel sur la peine de mort en Iran afin de favoriser la transparence sur le premier pays qui exécute au monde par habitant. ECPM mène un plaidoyer international pour les droits de l’Homme en Iran et participe au réseau international Impact-Iran. En 2009, ECPM a participé à la campagne de soutien à Sakineh Mohammadi Ashtiani.

### Examen périodique universel (EPU)
ECPM collabore avec d’autres ONG pour constituer des groupes de travail à l’occasion des EPU des pays dans lesquelles elle agit (RDC, Maroc, Tunisie, Cameroun, Malaisie). Ces groupes ont pour vocation de rédiger des rapports alternatifs qui contrebalancent les rapports officiels sur l’utilisation réelle de la peine de mort dans ces pays.
Le 10 janvier 2020, l'ONG publie un rapport sur la situation des condamnés à mort en république démocratique du Congo (RDC) et les conditions de détention dans les prisons de ce pays.

### Campagnes médiatiques contre les condamnations à mort
ECPM ne se substitue pas aux avocats des pays cibles mais propose une campagne de mobilisation internationale ou d’un support diplomatique.

### Éduquer à l'abolition et aux droits Humains
En 2009, ECPM a lancé un projet intitulé « Éduquer à l'abolition » ciblant des élèves âgés de 12 à 18 ans afin de les sensibiliser à la question de la peine de mort.
Les modules s'adressent à différents niveaux et aux cours du programme de l'éducation nationale (littérature, langues étrangères, arts, histoire et géographie). Des interventions scolaires sont organisées afin de discuter directement avec les élèves et leur permettre de rencontrer des témoins tels que des anciens condamnés à la peine de mort.
Ce projet a également lancé des activités de sensibilisation telles que le concours de dessin « Dessine-moi l’abolition » dont la 6e édition a été exposée lors du 4e Congrès régional sur la peine de mort en Jordanie, un concours de slam « Slamons l'abolition » et la création d’un jeu de société « Abolition Now ! ».

### Sensibiliser l’opinion publique
Chaque Congrès mondial est clôturé par une manifestation mondiale réunissant les militants abolitionnistes. ECPM se présente lors de divers rassemblements tels que la Marche des fiertés, le Printemps des Assoces ou encore la Fête de l'Humanité.
ECPM participe également à l’organisation de la Journée mondiale contre la peine de mort en France et dans de nombreux pays.
À l’occasion des 10 ans de l’ONG, ECPM a organisé une flash mob le 10 octobre 2010 sur la place face au centre Pompidou.

### Peine de mort et droits des personnes LGBT
À travers sa campagne « S'aimer n'est pas un crime » (#LoveIsNotaCrime), ECPM dénonce les discriminations sexuelles et exhorte les pays qui condamnent à mort à cesser de le faire. L’ONG participe notamment chaque année depuis 2003 à la Marche des fiertés.

### Interdiction de l’exposition «Our Body»
En 2009, ECPM en collaboration avec Solidarité Chine a obtenu l’interdiction en référé de l’exposition « Our Body » mettant en scène des cadavres de personnes condamnées à mort en Chine. La Cour de cassation a par la suite confirmé la pertinence de cette interdiction, dans un arrêt qui fait jurisprudence en se fondant sur le respect et la dignité dus au corps humain,.

### Campagne contre la peine de mort en Chine
En janvier 2005, deux avocats d'ECPM se sont rendus à Dharamsala en Inde en solidarité avec des associations tibétaines pour les droits de l'homme et le gouvernement tibétain en exil contre le risque d'exécution imminente de Tenzin Delek Rinpoché, un moine tibétain condamné à mort après un procès inéquitable.
Alors que les Jeux Olympiques se tiennent à Pékin en 2008, ECPM organise la campagne « Certains records ne sont pas à battre » pour rappeler que la Chine reste le pays qui exécute le plus au monde.

### L’affaire des infirmières bulgares
En 2006 et 2007, ECPM s'est investie dans le sauvetage des cinq infirmières bulgares ainsi que du médecin palestinien condamnés à mort en Libye pour avoir prétendument inoculé le virus du Sida à des enfants.

### Campagne médiatique contre la peine de mort de Serge Atlaoui

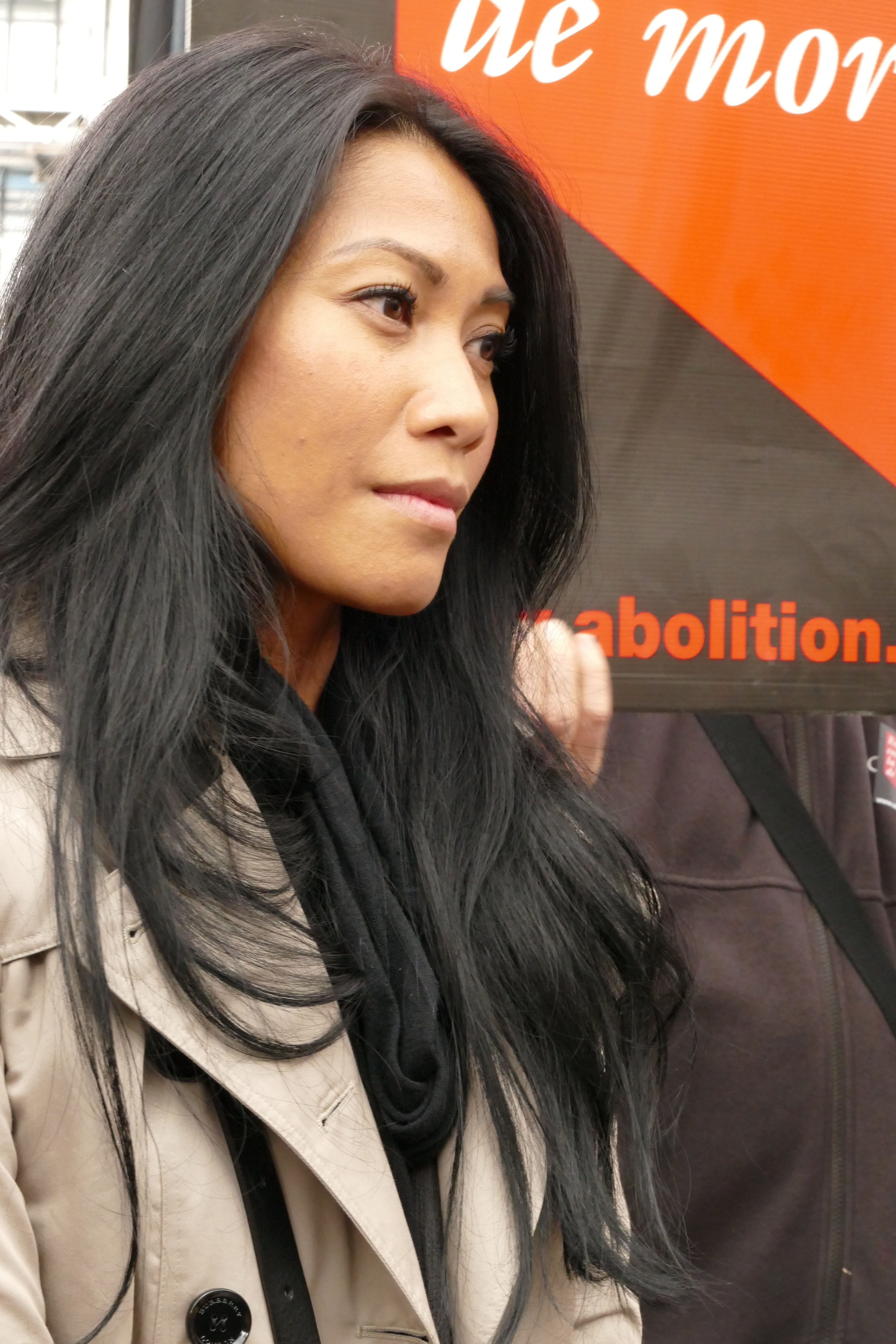
Anggun lors du rassemblement à l'initiative de Richard Sédillot et d'ECPM contre la peine de mort de Serge Atlaoui, le 25 avril 2015 à Paris.

Avec l'accord du Français Serge Atlaoui condamné à mort à Jakarta en Indonésie pour trafic de drogue, ECPM déclenche une campagne médiatique contre son exécution imminente en 2015. Une mobilisation allant du président de la France François Hollande aux joueurs de football du FC Metz, avec le soutien de la chanteuse Anggun, des journaux lorrains et de la mairie de Metz permet à Serge Atlaoui et à la Philippine Mary Jane Veloso (en) d'échapper à la peine de mort.
Le  22 avril 2015, Anggun écrit une lettre au président de l'Indonésie, Joko Widodo, pour l'implorer de gracier Serge Atlaoui.

## Les congrès mondiaux contre la peine de mort
Du 21 au 23 juin 2001, ECPM a organisé à Strasbourg le 1er Congrès mondial contre la peine de mort, accueilli par le Conseil de l'Europe et le Parlement européen. Ce Congrès a participé à la fédération du mouvement abolitionniste au niveau mondial, tant avec la société civile qu’avec les organisations et les figures politiques internationales. Depuis, les Congrès mondiaux se succèdent sur un cycle triennal.
| Année | Lieu                 | Participants | Pays représentés | Personnalités politiques |
| 2001  | Strasbourg, France   | 1000         | 60               | Nicole Fontaine, Raymond Forni, Russell Johnston, Robert Badinter                                                                     |
| 2004  | Montreal, Canada     | 1300         | 65               | Bianca Jagger |
| 2007  | Paris, France        | 1000         | 90               | Robert Badinter, Micheline Calmy-Rey, Jean Asselborn,                                                                                 |
| 2010  | Genève, Suisse       | 1500         | 94               | José Luis Rodriguez Zapatero |
| 2013  | Madrid, Espagne      | 1500         | 91               | Alberto Ruiz-Gallardón, Hamadi Ould Baba Ould Hamadi                                                                                  |
| 2016  | Oslo, Norvège        | 1500         | 121              | Jean-Marc Ayrault, Antonio Stango, |
| 2019  | Bruxelles, Belgique, | 1500         | 100              | Federica Mogherini, Pavel Telicka, Didier Reynders, Pascale Baeriswyl, Audun Halvorsen                                                |
| 2022  | Berlin, Allemagne    | 1200         | 125              | Annalena Baerbock, Eric Dupond-Moretti, Christiane Taubira, Eamon Gilmore, Marija Pejčinović Burić, Martin O’Malley, M. Russ Feingold |

## Les congrès régionaux sur la peine de mort
Depuis 2012, chaque Congrès mondial est précédé par un congrès régional dont l’objectif est de créer des plateformes de dialogue en présence de militants venus de pays rétentionnistes et de préparer les débats du prochain Congrès mondial tout en promouvant le mouvement abolitionniste dans la région concernée.
| Année | Lieu                   | Région concernée                |
| 2012  | Rabat, Maroc           | Moyen-Orient et Afrique du Nord |
| 2015  | Kuala Lumpur, Malaisie | Asie du Sud-Est                 |
| 2018  | Abidjan, Côte d’Ivoire | Afrique                         |
| 2023  | Amman, Jordanie        | Moyen-Orient                    |

## Réseaux soutenus

### Le Core Group
ECPM anime un groupe informel de soutien à la mobilisation politique en faveur de l’abolition : le Core Group. Ciblant tous les continents, le Core Group fédère des représentants diplomatiques d’Argentine, de France, du Mexique, de Norvège, d’Espagne, de Suisse, du Bénin, du Rwanda et de Monaco, d’Australie, de Belgique, d’Italie et de la Mongolie .

### Création de réseaux parlementaires abolitionnistes
ECPM s'est investie dans la création du premier réseau des Parlementaires contre la peine de mort au Maroc. Ce réseau rassemble 250 membres qui œuvrent pour une approbation officielle du moratoire sur les exécutions, pour l’adoption d’une loi abolissant la peine de mort, et pour la ratification de tous les traités internationaux.
Depuis, ECPM a créé et soutenu d'autres réseaux parlementaires en Malaisie, RDC, Tunisie, etc,,.

### Le réseau international «Éduquer à l’abolition»
Ce réseau, dont ECPM coordonne les actions, a été lancé en janvier 2014 à l’initiative d’ECPM. Il a pour but de faciliter et de développer la création d’outils pédagogiques et la mise en place d’initiatives communes. Les membres du réseau sont issus de la France, de la Tunisie, du Liban et du Maroc.

### La coalition mondiale contre la peine de mort
Avec plus de 160 membres à travers le monde, la Coalition mondiale est un partenaire essentiel du mouvement abolitionniste international. La Coalition mondiale est devenue indépendante en 2012. ECPM reste cependant encore très impliquée dans sa gouvernance. Raphael Chenuil-Hazan en est le vice-président de 2012 à 2017 et ECPM demeure au Comité de pilotage.

## Publications
Rapports annuels : 
- Rapport annuel sur la peine de mort en Iran (2011[42], 2012[43], 2013[44], 2014[45], 2015[46], 2016[47], 2017[48], 2018[49], 2019[50], 2020[51], 2021[52], 2022[53])

Missions d’enquête dans les couloirs de la mort : 
- Déshumanisés : Conditions de détention des condamnés à mort, Indonésie, ECPM, 2020[54]
- Vivants sans l'être, mission d'enquête, Liban, ECPM, 2020[55]
- Isolement et désespoir : Conditions de détention des condamnés à mort, Malaisie, ECPM, 2020[56]
- Condamnés à l'oubli, mission d'enquête dans les couloirs de la mort au Cameroun, ECPM, 2019[57]
- Le bagne au pays des sables : Peine de mort, conditions de détention et de traitement des condamnés à mort, Mauritanie, ECPM, 2019[58]
- Vers une mort en silence : Conditions de détention des condamnés à mort en République Démocratique du Congo, ECPM, 2019[59]

- Voyage au cimetière des vivants, Enquête dans les couloirs de la mort marocains, ECPM, 2013[60]
- Enterrés vivants, Une monographie de la peine de mort en Tunisie, ECPM, 2013
- 999 The death penalty in the United States, A polymorphous torture, ECPM, 2010,  (ISBN 978-2-3150029-7-9 et 978-2-9525533-6-0)
- La peine de mort dans la région des Grands Lacs, Rwanda, République démocratique du Congo, Burundi, ECPM, 2008,  (ISBN 978-2-95255-333-9)

Actes des congrès mondiaux et régionaux : 
- 8e Congrès mondial contre la peine de mort, Berlin, 2022[61]
- 7e Congrès mondial contre la peine de mort, Bruxelles, 2019[62]
- Congrès régional africain contre la peine de mort, 9-10 avril 2018, Abidjan (Côte d'Ivoire)[63]
- 6e Congrès mondial contre la peine de mort, Oslo, 2016[64]
- Congrès régional asiatique sur le rapport sur la peine de mort, Kuala Lumpur, 11 et 12 juin 2015[65]
- 5e Congrès mondial contre la peine de mort, Madrid, 2013[66]
- 1er Congrès Régional Contre la Peine de Mort, Rabat, 2012
- 4e Congrès mondial contre la peine de mort, Genève, 2010[67]
- 3e Congrès mondial contre la peine de mort, Paris, 2007[68]

Bande dessinée :
- Condamné-es à mourir, Cédric Liano, Gildas Gamy, ECPM & l’OMDH, 2016